# 3dfx
3dfx Interactive fue una compañía especializada en la manufactura de procesadores gráficos 3D y, más tarde, tarjetas gráficas para uso en PC. Fue la gran dominante en la época inicial de las tarjetas aceleradoras 3D, a finales de los años 1990, especialmente en los años 1997 y 1998. A finales del año 2000, desapareció del mercado; su principal rival, NVIDIA, adquirió la mayoría de bienes, tecnologías, patentes y propiedad intelectual de 3dfx, permaneciendo el soporte de los chips VooDoo y de los productos de 3dfx y STB en 3dfx. El 15 de octubre de 2002 se declaró en bancarrota. En este momento se desconoce el estado legal de la parte no adquirida por NVIDIA.

## Historia
Fundada por Ross Smith, Gary Tarolli y Scott Sellers (todos antiguos alumnos de SGI). En 1996 lanzaron al mercado su famoso chip Voodoo Graphics. Por entonces, la compañía solamente fabricaba chips y placas de referencia, no vendía productos al consumidor. Actuaban como proveedor OEM de compañías de tarjetas gráficas, las cuales diseñaban, fabricaban y comercializaban sus propias tarjetas con los chips Voodoo en base al diseño referencial que dictaba la compañía.
El chip Voodoo 1, como más tarde sería conocido el Voodoo Graphics, carecía de uso en modo 2D, razón por la cual las tarjetas aceleradoras seguían requiriendo la existencia en el sistema de una tarjeta VGA 2D primaria. Situadas en una ranura PCI distinta, se conectaba a la tarjeta VGA a través de un cable VGA (la tarjeta VGA se conectaba a la tarjeta Voodoo y esta al monitor), y solamente entraba en funcionamiento cuando se ejecutaba un juego 3D programado para el uso de la misma.
Los principales rivales en sus comienzos fueron PowerVR y Rendition. La primera seguía el mismo estilo que las Voodoo, creando tarjetas independientes de la tarjeta VGA, mientras que Rendition sí ofrecía una solución que integraba ambos chips en la misma tarjeta. Sin embargo, ninguno de sus competidores alcanzó la popularidad entre jugadores y desarrolladores que lograron las tarjetas con chip Voodoo.

### Driver Glide
Para asegurar el mejor rendimiento, 3dfx desarrollo una API propietaria denominada Glide para que los desarrolladores de videojuegos la utilizaran al programar videojuegos 3D. Se trataba, en esencia, de un pequeño subconjunto de OpenGL implementado en el hardware. Glide proporcionaba acceso directo al hardware interno de las Voodoo a los programadores. Esta estrategia difería de la seguida por otras APIs 3D de la época (Direct3D, OpenGL y QuickDraw 3D),  una interfaz estándar independiente del hardware.
La principal ventaja de disponer de una capa de abstracción es que los desarrolladores de videojuegos no tienen que escribir el código en función de distintas APIs, sino que la propia capa de abstracción se encarga de gestionar las diferencias entre el hardware disponible para los consumidores. Esta ventaja aún se encuentra vigente hoy. Sin embargo, en los comienzos de las aceleradoras 3D, Direct3D y OpenGL no estaban lo suficientemente maduros y los computadores tenían menos memoria y velocidad. Las capas de abstracción, en la práctica, disminuían el rendimiento. 3dfx, por tanto, aventajaba a sus rivales gracias a la agresiva promoción de Glide, implementada directamente sobre el hardware y, a consecuencia de esto, eliminando los problemas de velocidad o memoria de los otros sistemas. Aunque las tarjetas Voodoo también eran compatibles con la API OpenGL, a los desarrolladores no les importaba invertir más tiempo en el desarrollo de versiones Glide, dado que así los videojuegos conseguían aprovechar mejor el hardware, obteniendo mejores resultados, tanto en velocidad como a nivel visual.
La aplicación determinante para las Voodoo fue el driver MiniGL desarrollado específicamente para permitir aceleración por hardware en el videojuego Quake, de id Software, en las tarjetas 3dfx. Este driver implementaba solamente el subconjunto de OpenGL utilizado en el juego.
A partir de 1999, la mejora de las otras APIs de desarrollo, Direct3D y OpenGL, y la constante mejora en desempeño de sus rivales como NVIDIA con su TNT y ATI Technologies con el Rage, harían que Glide quedara obsoleto.

### Voodoo Rush

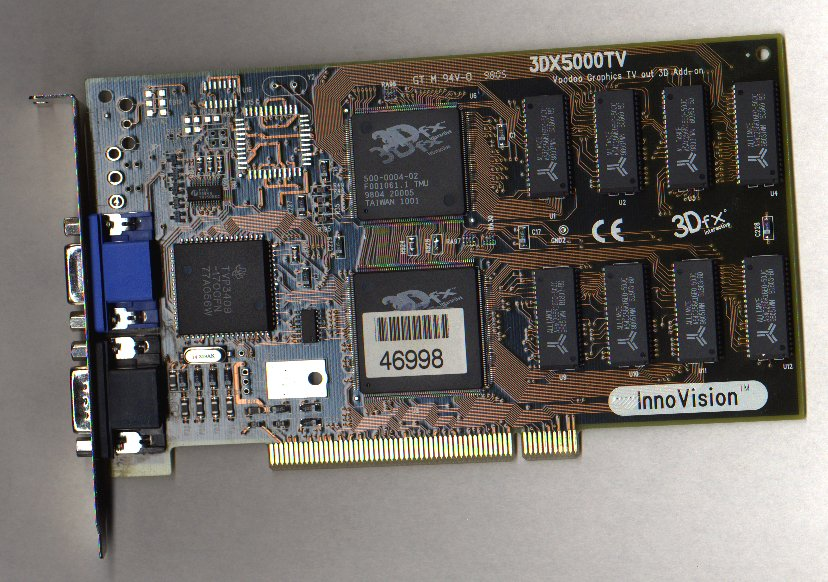
Tarjeta gráfica Voodoo 1 3DX5000 TV.

En agosto de 1997, 3dfx lanzó el chipset Voodoo Rush, que combinaba el chip Voodoo con un chip 2D de Alliance Semiconductor en la misma placa, eliminando así la necesidad de una tarjeta VGA. Sin embargo, ofrecía un menor rendimiento que Voodoo 1, principalmente a causa de que los procesadores 2D y 3D compartían la misma memoria y no se manejaba correctamente el bus PCI, penalizando en un 10 % el rendimiento. Posteriores versiones ofrecidas por Hercules disponían de 8 MB VRAM y frecuencias de reloj mayores para eliminar la diferencia de rendimiento, pero de cara al mercado ya era demasiado tarde. Una tercera versión fue producida con un chip 2D de Cirrus Logic que solucionaba los problemas de colisiones en el bus y en la interfaz de memoria, pero los fabricantes de tarjetas no mostraron excesivo interés y se produjeron muy pocas unidades.

### Voodoo 2
En 1998 se hizo público el sucesor del chip Voodoo, el Voodoo 2. Arquitectónicamente era similar pero la configuración básica de la placa añadía una segunda unidad de texturas, permitiendo dibujar dos texturas en un mismo paso. Además, poseía una mayor frecuencia de reloj, un bus de memoria mayor que su predecesor (192 bit por los 128 del Voodoo) y capacidad para el manejo de mayores cantidades de memoria (hasta 8 MB de texturas y 4 MB de buffer, frente a los 4 y 2 MB respectivos del Voodoo). Una única tarjeta Voodoo 2 podía mostrar por pantalla una resolución máxima de 800x600 con texturas de mayor calidad.
Uno de los problemas del Voodoo 2 era que requería tres chips y una tarjeta VGA adicional, mientras que las soluciones de sus competidores, como la ATI Rage Pro, NVIDIA RIVA 128 o Rendition Verite 2200, solo necesitaban un chip y eran autónomas.

### SLI
Las Voodoo 2 introdujeron la tecnología Scan-Line Interleave. En modo SLI, dos tarjetas Voodoo 2 podían unirse, cada una dibujando la mitad de líneas de la pantalla. Así, la productividad 3D podía ser fácilmente duplicada. Uno de los resultados de este modo era el incremento de la resolución máxima, hasta 1024x768.
En su momento, la arquitectura Voodoo 2 SLI fue la cima del rendimiento en videojuegos. La arquitectura SLI fue utilizada posteriormente en sus tarjetas Voodoo 5 5000 (2 chips interconectados en modo SLI montados en una sola tarjeta con 32 MB de memoria), Voodoo 5 5500 (2 chips interconectados en modo SLI montados en una sola tarjeta con 64 MB de memoria) y Voodoo 5 6000 (4 chips interconectados en modo SLI montados en una sola tarjeta con 128 MB de memoria), estas tarjetas fueron el pináculo de la arquitectura Voodoo SLI y también fueron las últimas que fabricó 3Dfx. Más tarde, en 2004, la tecnología SLI fue reaplicada por NVIDIA en su serie GeForce con la introducción del bus PCI-Express. Aunque comparten nombre, los algoritmos para la compartición y reunificación de los datos de una escena son totalmente diferentes.

### Voodoo Banshee

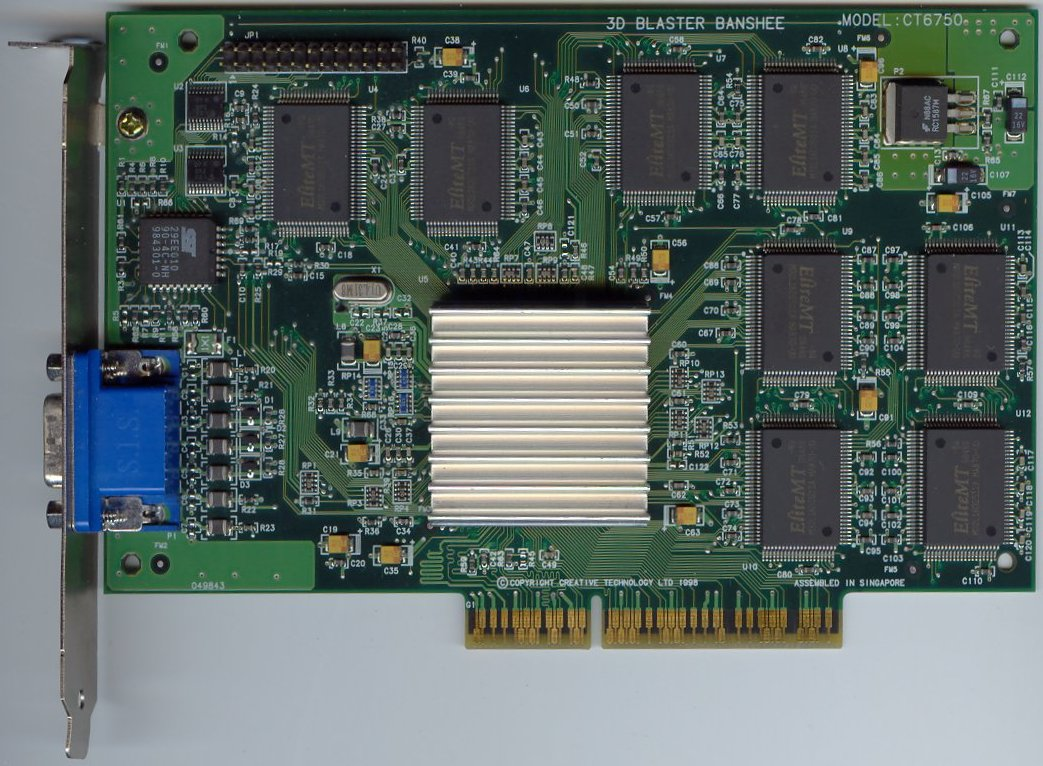
Creative 3D Blaster Banshee AGP.

A finales de 1998, 3dfx lanzó el chip Voodoo Banshee, orientado al mercado de gama media-baja.
El chip Banshee era, básicamente, una unidad VGA y parte de Voodoo 2 (solamente una unidad de texturas), con mayor frecuencia de reloj que el Voodoo 2. El bus de memoria era el mismo que el Voodoo 1, de 128 bit. Banshee funcionó razonablemente bien, al nivel de Voodoo 2 siempre que las escenas no utilizaran varias texturas por polígonos, caso en el que la segunda unidad de texturas del Voodoo 2 resultaba determinante. A pesar de no resultar un chip tan novedoso como el Voodoo 1 o el 2, vendió un buen número de unidades, si bien para entonces 3dfx comenzaba ya a perder mercado frente a NVIDIA, la cual ofrecía los modelos RIVA TNT.

## SEGA Dreamcast
En 1997, 3dfx trabajó junto a SEGA en el desarrollo de la consola que formaría parte de su próxima generación. En dicho desarrollo había dos diseños distintos que competían entre sí. Por un lado, una unidad llamada Katana, desarrollada en Japón utilizando tecnología de NEC y VideoLogic; por otro lado, una unidad llamada Blackbelt, desarrollada en Estados Unidos con tecnología de 3dfx. SEGA eligió finalmente el sistema aportado por NEC, y 3dfx reclamó a SEGA por la rotura del contrato. Dicha elección tuvo que ver con que 3dfx publicó su posesión de Blackbelt.

## Declive

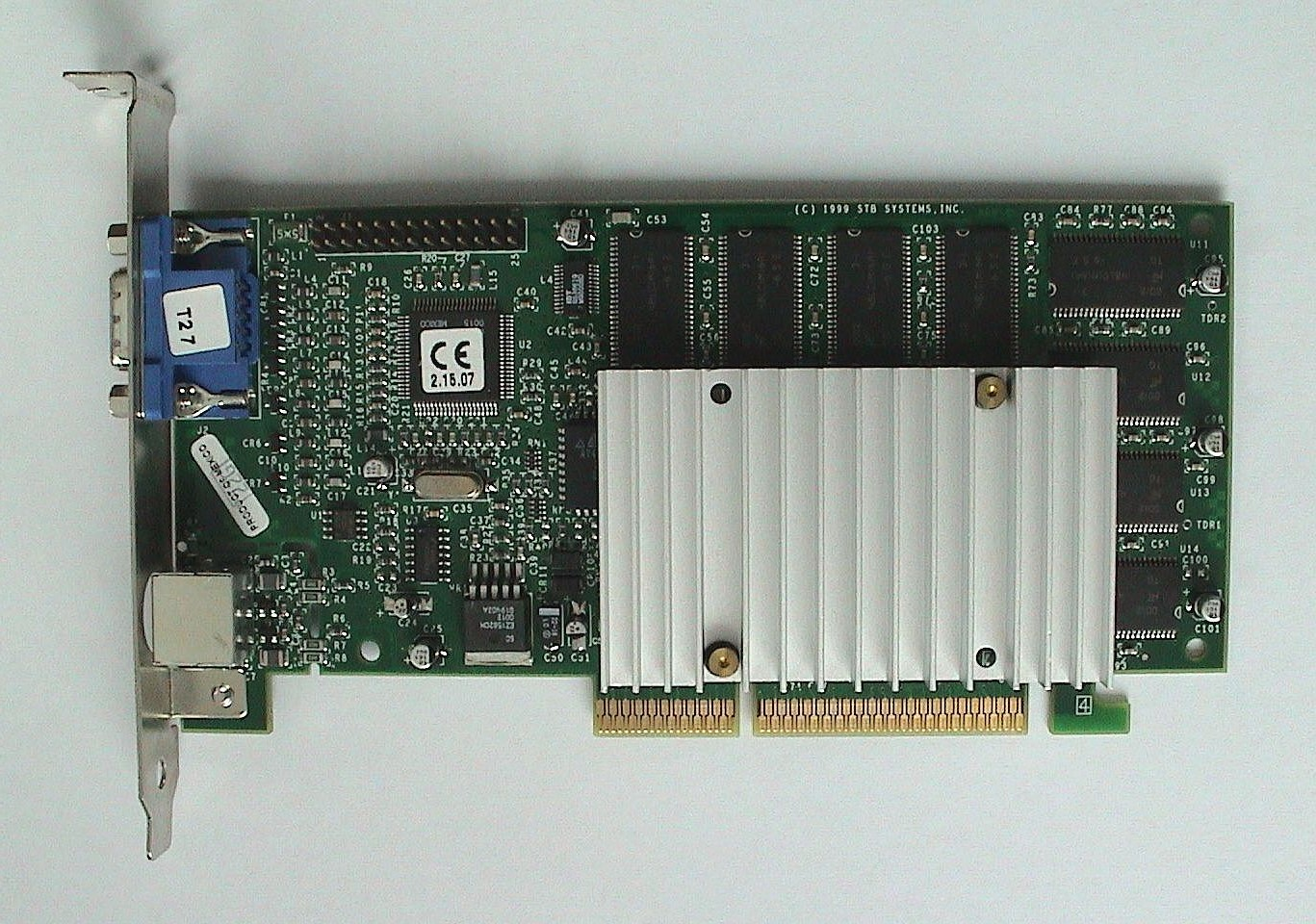
Tarjeta gráfica 3dfx Voodoo3 3000 con 16 MB RAM y salida de TV

A principios de 1998, 3dfx se embarcó en un nuevo proyecto de desarrollo denominado Rampage, que pretendía ser una tarjeta gráfica que, en el momento de su aparición, estaría varios años por delante de la competencia. Con una duración de unos dos años para su desarrollo, la compañía se estableció en Austin (Texas) y dedicó hardware y software al desarrollo de drivers 2D y 3D para Windows durante el verano de 1998. El equipo de hardware destinado en Austin, inicialmente dedicado al proyecto Rampage, más tarde trabajó en el desarrollo de motores Transform and Lighting y en tecnología de decodificación MPEG (tecnologías que, posteriormente, adquiriría NVIDIA en diciembre de 2000).

### Voodoo 3 y el cambio de estrategia
A mediados de 1999, fue lanzada la Voodoo 3 (nombre clave Avenger), en esencia una combinación del procesador 2D de Banshee y el doble procesador de Voodoo 2. Debido a su diseño hereditario, carecía de soporte para varias tecnologías que sus competidores, ATI Technologies, Matrox y NVIDIA, sí integraban, fundamentalmente no poder trabajar con color de 32-bit o no manejar texturas mayores de 256x256. También estaba limitada a AGP 2x, no soportando AGP 4x.
3dfx cambió de estrategia poco antes del lanzamiento de la Voodoo 3 al comprar STB Systems, uno de los mayores fabricantes de tarjetas gráficas del momento. La intención era comenzar a fabricar y comercializar sus propias tarjetas gráficas en vez de seguir funcionando como proveedor OEM. Esto hizo que sus clientes OEM decidieran cambiar de proveedor antes que negociar con una compañía que iba a ser un competidor directo.
Este cambio de estrategia fue una de las principales causas de la caída de 3dfx, al no vender chips Voodoo 3, 4 o 5 a otros fabricantes. Otra posible consecuencia es la disgregación de la atención, al tener que dedicarse a dos sectores distintos. Finalmente, 3dfx optaría por dedicarse por completo a la venta de tarjetas gráficas, sacrificando el mercado OEM. Las Voodoo 3 se vendieron relativamente bien, pero para entonces 3dfx había cedido ya el liderato de mercado a NVIDIA, la cual comercializaba los modelos RIVA TNT2 en la gama baja-media y GeForce 256 en la gama alta.

### Voodoo 4 y 5
El siguiente producto de la compañía recibió el nombre clave Napalm. Originalmente, se trataba de una evolución del Voodoo 3 que soportara nuevas tecnologías y mayores frecuencias de reloj, con un rendimiento cercano a la NVIDIA TNT2. Sin embargo, el proyecto se retrasó y dio tiempo a que NVIDIA sacara a la luz el chip GeForce, el cual supuso un gran avance. Napalm habría sido incapaz de competir con GeForce, por lo que fue rediseñado para soportar configuraciones con varios chips, al igual que el Voodoo 2. El producto final fue llamado VSA-100 (Voodoo Scalable Architecture).
Los dos primeros modelos comercializados fueron la Voodoo 4 4500 (un chip) y la Voodoo 5 5000 (dos chips), a los cuales seguirían los modelos Voodoo 5 5500 y Voodoo 5 6000 (cuatro chips). Pero cuando las tarjetas basadas en el VSA-100 llegaron al mercado, la segunda generación de tarjetas GeForce ya estaba a la venta, ofreciendo un rendimiento substancialmente mayor. También por entonces, ATI comenzaba a distribuir la serie Radeon, en competencia con la serie GeForce 2. La Voodoo 5 5000 solamente aventajaba a sus competidores en la implementación de filtros antialiasing, al no perder demasiado rendimiento con estos activados. La Voodoo 4 4500 era barrida en casi todas las áreas por los modelos GeForce 2 MX y Radeon VE.
Los modelos futuros nunca llegarían al mercado ya que, por un lado, la Voodoo 5 5500 no ofrecía la suficiente capacidad respecto a la competencia ni el suficiente ahorro de costes respecto a la Voodoo 5 5000; y por el otro, la Voodoo 5 6000 estaba aquejada de un grave bug que, en ciertas placas base, resultaba en la corrupción de datos, por lo que debía limitarse a AGP 2x.
Voodoo 4 significó un desastre similar al de Voodoo Rush y, aunque las ventas de Voodoo 5 no fueron malas, se alejaban notablemente de los buenos tiempos de 3dfx. A finales del año 2000, varios inversores de 3dfx decidieron declarar la bancarrota. Ante la incapacidad de hacer frente a esto, 3dfx fue vendida a NVIDIA, dejando de existir como empresa.

## Lista de productos
| Chip           | Componentes                                                                       | Frecuencia del núcleo | Frecuencia de memoria | Memoria     | Bus        |
| Voodoo 1       | 1 unidad de geometría 1 unidad de texturas                                        | 50                    | 50                    | 4, 6 u 8 MB | PCI        |
| Voodoo Rush    | 1 unidad de geometría 1 unidad de texturas 1 procesador 2D Alliance Semiconductor | 75                    | 75                    | 4 o 6 MB    | PCI        |
| Voodoo Rush    | 1 unidad de geometría 1 unidad de texturas 1 procesador 2D Cirrus Logic           | 80                    | 80                    | 6 MB        | PCI        |
| Voodoo 2 1000  | 1 unidad de geometría 2 unidades de texturas                                      | 90                    | 90                    | 8 o 12MB    | PCI        |
| Voodoo Banshee | Un único chip (3D+VGA)                                                            | 100                   | 100                   | 16MB        | AGP 1x/PCI |
| Voodoo 3 1000  | Un único chip                                                                     | 143                   | 143                   | 8MB         | AGP 2x     |
| Voodoo 3 1000  | Un único chip                                                                     | 143                   | 143                   | 16MB        | AGP 2x     |
| Voodoo 3 2000  | Un único chip                                                                     | 143                   | 143                   | 16MB        | AGP 2x/PCI |
| Voodoo 3 3000  | Un único chip                                                                     | 166                   | 166                   | 16MB        | AGP 2x/PCI |
| Voodoo 3 3500  | Procesador gráfico Procesador A/V                                                 | 183                   | 183                   | 16MB        | AGP 2x     |
| Voodoo 4 4500  | Un único chip                                                                     | 166                   | 166                   | 32MB        | AGP 2x/PCI |
| Voodoo 5 5000  | Dos procesadores gráficos                                                         | 166                   | 166                   | 32MB*       | PCI        |
| Voodoo 5 5500  | Dos procesadores gráficos                                                         | 166                   | 166                   | 64MB**      | AGP 2x/PCI |
| Voodoo 5 6000  | Cuatro procesadores gráficos                                                      | 166†                  | 166†                  | 128MB***    | AGP 2x     |

- (3D+VGA) - Los productores anteriores a Banshee disponían solamente de procesador 3D y solo 2D en el caso de la Voodoo 1.
- † - La Voodoo 5 6000 fue diseñada para trabajar a una frecuencia, tanto de procesador como de memoria de 183 MHz, pero los prototipos a dicha frecuencia no ofrecían la suficiente estabilidad.
- * Compartidos por dos procesadores; 16 MB VRAM efectivos. Sin embargo, la Voodoo 5 5000 nunca fue comercializada.
- ** Compartidos por dos procesadores; 32 MB VRAM efectivos.
- *** Compartidos por cuatro procesadores; 32 MB VRAM efectivos.